# آسیا سیمونیان
آسیا (هِرکیناز) هُوهانسی سیمونیان (ارمنی: Ասյա (Հերիքնազ) Հովհաննեսի Սիմոնյան؛  ۱۹۲۵ – ۱۹۸۹) یک بازیگر تئاتر اهل ارمنستان بود. وی بین سال‌های - تا - میلادی فعالیت می‌کرد.

## زندگی‌نامه
وی در ۱۹۲۵ به دنیا آمد و از انستیتو دولتی هنری و نمایشی ایروان (۱۹۵۹) فارغ‌التحصیل شد. وی در تئاتر دراماتیک ارمنی استپاناکرت و تئاتر دراماتیک وانادزور فعالیت کرده است. وی در ۱۹۸۹ در سن ۶۴ سالگی درگذشت.